# A Trip to the Stonehenge Colony
Albums de Cowboys & Aliens
League of Fools
(1997) Love, Sex, Volume
(2002)
A Trip to the Stonehenge Colony, sorti en 2000, est le deuxième album du groupe de stoner rock belge Cowboys & Aliens.

## L'album
Tous les titres de l'album ont été composés par les membres du groupe.
L'album est produit par Dee-J, ancien guitariste du groupe La Muerte.

## Les musiciens
- Henk Vanhee : voix
- John Pollentier : guitare
- Kris Vandekerckhove : basse
- Peter Gaelens : batterie

## Les titres
| No | Titre                           | Durée |
| -- | ------------------------------- | ----- |
| 1. | Share the Goods                 | 4:22  |
| 2. | Let Me Walk U Home              | 4:46  |
| 3. | Bad Sexxx                       | 3:12  |
| 4. | Blow Your Past (To Smithereens) | 3:57  |
| 5. | Asteroid Blast                  | 7:44  |
| 6. | Holy Stone                      | 3:00  |
| 7. | Mickey Mouse, Evil Head         | 4:34  |
| 8. | Demolition Derby Babe           | 3:49  |
| 9. | Cruiser                         | 7:26  |